# HD100825
HD100825 — хімічно пекулярна зоря спектрального класу
A7 й має  видиму зоряну величину в смузі V приблизно  5,3.
Вона  розташована на відстані близько 189,2 світлових років від Сонця.